# Carolina Aivars
Carolina Aivars, (Ciudad Guayana, Venezuela, 1957) es una arquitecta de extensa trayectoria en su mayor parte realizada en Inglaterra y los Estados Unidos.

## Trayectoria profesional
Carolina Aivars estudió en el colegio Loyola Gumila de Puerto Ordaz, un colegio de formación humanista, del que pasó a estudiar arquitectura en la Universidad de SouthBank y de la Architectural Association de Londres. Trabajó  en proyectos con diversos estudios y personas de renombre, tales como Stephanie Mills, James Burland Architect, Eva Jiřičná o Arup and Arup Associates.
Colaboró  como ilustradora de diversas publicaciones entre las que destaca el libro de Eva Jiřičná: The Joseph Shops, (London 1979-88); o  Architecture in Detail en donde realizó las ilustraciones.
También realizó diseños de interiores para Burland TM Architects, como los interiores de los pisos del edificio Falcon Wharf, trabajo que fue muy bien recibido y reconocido,  recibiendo la medalla de bronce en el año 2007 de la British Homes Awards.
En sociedad con Arup y Arup diseñó para el Manchester City Council, The city of Manchester Stadium, obra que recibió un gran reconocimiento como el “premio británico construcción Industria BCI”, el “Premio 2002: Manchester Civic Society Renaissance Award 2002” y “premios estructurales” entre otros.
Fundó su propio estudio, Aivars Architects Ltd., ubicado en Belsize Park, al norte de Londres. Además es miembro del Royal Institute of British Architects.
En el año 2013 tuvo una serie de problemas al ser declarada culpable de conducta profesional inaceptable y multada en  £ 2.500 por el ARB, por no informar adecuadamente a sus clientes de lo que les afectaría la emisión de un Certificado de Terminación Práctica, al realizar un trabajo consistente en convertir el sótano de un edificio catalogado en espacio habitable.
Participa como integrante del grupo directivo de AA XX, un grupo multimedia creado desde la Architectural Association de Londres, que celebra la presencia de las mujeres a nivel profesional en la propia universidad (1917-2017) y cuyo objetivo es visibilizar y vincular las diversas actividades de las mismas.